# Jüdischer Friedhof (Flehingen)

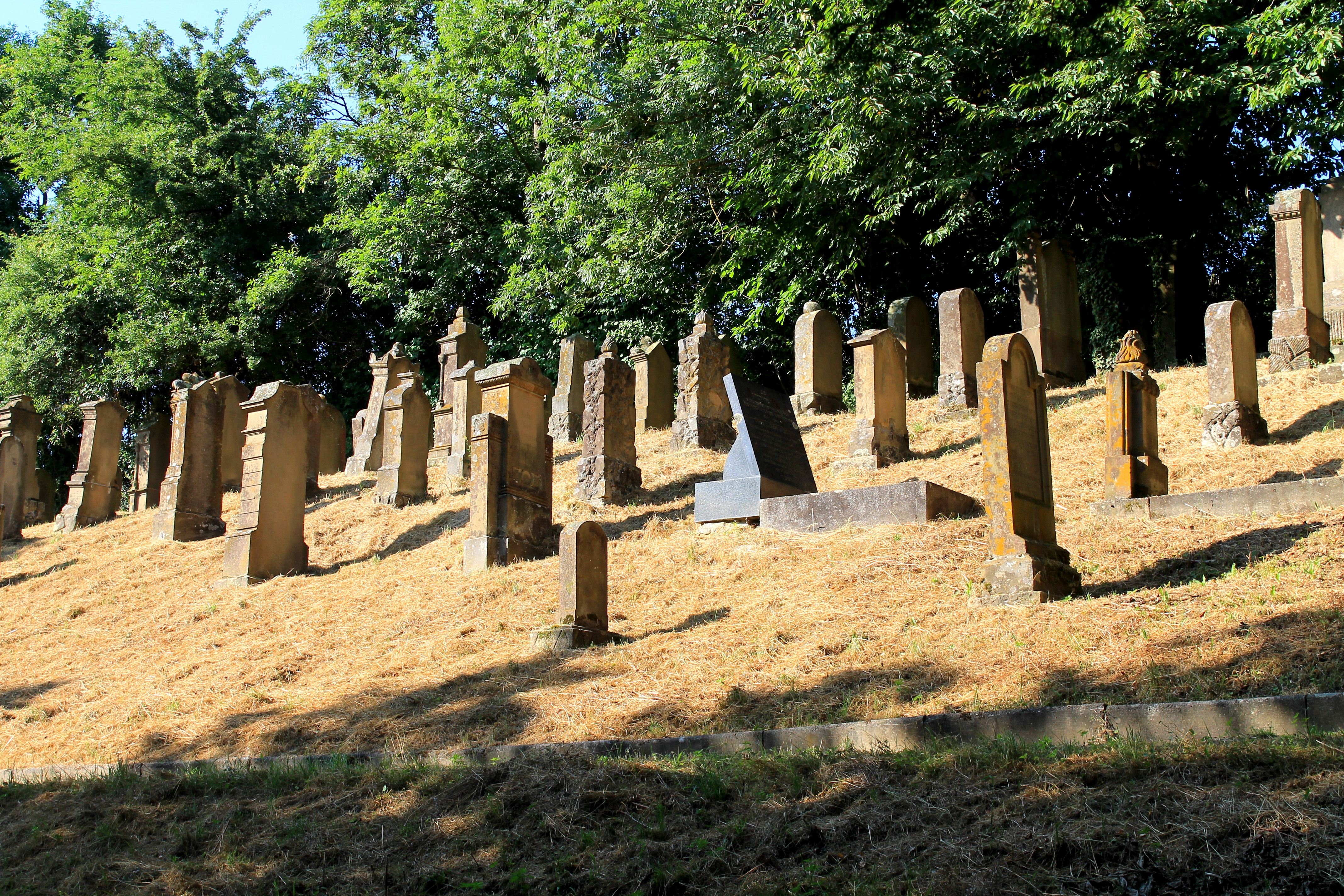
Jüdischer Friedhof in Flehingen

Der Jüdische Friedhof Flehingen ist ein jüdischer Friedhof in Flehingen, einem Ortsteil von Oberderdingen  im Landkreis Karlsruhe (Baden-Württemberg). Er ist ein geschütztes Kulturdenkmal.

## Beschreibung
Auf dem 3.935 m² großen Friedhof, der am Ortsausgang nach Gochsheim an einem steilen Hang an der Gochsheimer Straße in der Flur „Judenbegräbnis“ liegt, befinden sich 294 Grabsteine. Der Friedhof wurde 1688 angelegt und die letzte Beerdigung fand 1939 statt. Der älteste datierbare Stein stammt aus dem Jahr 1709. Nachweislich wurden auch aus den jüdischen Gemeinden Bauerbach, Gochsheim und Eppingen Tote bestattet.
Fünf Grabsteine aus der Zeit um 1900 stammen gemäß ihrer Signatur aus der Werkstatt des Brettener Bildhauers Ludwig Christof Meffle.

## Geschichte
Der Friedhof der Flehinger jüdischen Gemeinde wurde 1688 angelegt und mehrfach, zuletzt 1926, erweitert. 1939 fand die letzte Bestattung statt. In den Jahren 1985 und 1986 wurde der Friedhof geschändet.